# تل گورستان شهر آشوب
تل قبرستان شهر آشوب در شهرستان اقلید، بخش حسن‌آباد، روستای شهر آشوب واقع شده و این اثر در تاریخ ۱۲ بهمن ۱۳۸۱ با شمارهٔ ثبت ۷۳۲۷ به‌عنوان یکی از آثار ملی ایران به ثبت رسیده است.